# Neoscona jinghongensis
Neoscona jinghongensis är en spindelart som beskrevs av Yin et al. 1990. Neoscona jinghongensis ingår i släktet Neoscona och familjen hjulspindlar. Inga underarter finns listade i Catalogue of Life.